# 23 januari
23 januari är den 23:e dagen på året i den gregorianska kalendern. Det återstår 342 dagar av året (343 under skottår).

## Namnsdagar

### I den svenska almanackan
- Nuvarande – Frej och Freja
- Föregående i bokstavsordning
  - Emelie – Namnet infördes på dagens datum 1986, men utgick 2001.
  - Emerentia – Namnet fanns, till minne av en romersk martyr från 300-talet, som egentligen hette Emerentiana, på dagens datum före 1901, då det utgick.
  - Emilia – Namnet infördes på dagens datum 1901, men flyttades 2001 till 14 november.
  - Frej – Namnet infördes 1986 på 19 september, men flyttades 1993 till 30 maj och 2001 till dagens datum.
  - Freja – Namnet har gått nästan samma väg som Frej genom att 1986 införas på 19 september, men istället för att 1993 flytta med Frej till 30 maj utgå. När Frej 2001 flyttades till dagens datum återinfördes Freja tillsammans med det där.
  - Mildred – Namnet infördes på dagens datum 1986, men flyttades 1993 till 14 november och utgick 2001.
- Föregående i kronologisk ordning
  - Före 1901 – Emerentia
  - 1901–1985 – Emilia
  - 1986–1992 – Emilia, Emelie och Mildred
  - 1993–2000 – Emilia och Emelie
  - Från 2001 – Frej och Freja
- Källor
  - Brylla, Eva (red.): Namnlängdsboken, Norstedts ordbok, Stockholm, 2000. ISBN 91-7227-204-X
  - af Klintberg, Bengt: Namnen i almanackan, Norstedts ordbok, Stockholm, 2001. ISBN 91-7227-292-9

### Finlandssvenska almanackan
- Nuvarande från 1995[1] – Ingegerd, Ingela
- I föregående revideringar[a][2]
  - 1929–1994 – Ingegerd

## Händelser
- 266 f.Kr. – Sedan romarna har besegrat messapierna på halvön Salento (klacken på den italienska stöveln) håller konsulerna och fältherrarna Marcus Atilius Regulus och Lucius Julius Libo ett triumftåg genom Rom.
- 1573 – Under det pågående nordiska tjugofemårskriget utkämpas slaget vid Lode, där en svensk styrka på 900 man besegrar en rysk på 16 000.
- 1719 – Den svenska riksdagen underkänner Karl XII:s syster Ulrika Eleonoras arvsrätt till den svenska tronen, men hon väljs ändå till regerande drottning av Sverige när hon går med på att godkänna den nya parlamentariska författningen, vilken hon skriver under den 19 februari.
- 1736 – 1734 års lag, som ersätter de medeltida Kristofers landslag och Magnus Erikssons stadslag som svensk lag, träder i kraft.
- 1896 – Den tyske forskaren Wilhelm Röntgen tar världens första röntgenbild, vilken avbildar den schweiziske läkaren Albert von Köllikers hand.
- 1910 – Det svenska fackförbundet Svenska kommunalarbetareförbundet bildas.
- 1912 – Internationella opiumkonventionen undertecknades.
- 1926 – Internatläroverket Sigtunaskolan invigs av Sveriges ärkebiskop Nathan Söderblom.
- 1937 – 17 ledande kommunister ställs inför rätta i Moskva för att ha deltagit i en komplott, ledd av Lev Trotskij, för att störta Sovjetunionen. De avrättas tillsammans med 14 andra den 31 januari.
- 1943 – Under det pågående andra världskriget erövrar britterna den libyska staden Tripoli från axelmakterna.
- 1948 – Författaren Sven Lidman slutar som redaktör för Pingströrelsens tidning Evangelii Härold efter att han har hamnat i konflikt med rörelsens ledare Lewi Pethrus.
- 1950 – Sverige blir medlem av FN:s utbildnings-, vetenskaps- och kulturorgan Unesco.
- 1954 – Lennart Hyland ägnar det mesta av dagens avsnitt av sitt radioprogram Karusellen åt att introducera Frufridagen, en dag då alla hemmafruar ska få vara lediga och deras makar ska ta hand om hushållet. Dagen anordnas dagen därpå och redovisas i avsnittet en vecka senare.
- 1973 – Vulkanutbrottet på Västmannaöarna på Island startar.
- 1983
  - Den svenske tennisspelaren Björn Borg drar sig vid 26 års ålder tillbaka från tennisen efter tio års karriär inom sporten. 1991–1993 gör han en kort återkomst, innan han slutar spela tennis för gott.
  - Den ryska kärnkraftsdrivna satelliten Kosmos 1402 återinträder i atmosfären efter att ha varit uppe i rymden i ett halvår. Situationen är ett tag allvarlig, eftersom den inte går att kontrollera, men den störtar snart i Indiska oceanen.
- 1985 – Sveriges regering beslutar att staten ska satsa en miljard kronor på det krisdrabbade Uddevallavarvet.
- 2005 – Viktor Jusjtjenko efterträder Leonid Kutjma som Ukrainas president.[3]

## Födda
- 1350 – Vincentius Ferrer, spanskt helgon
- 1688 – Ulrika Eleonora, regerande drottning av Sverige 1718–1720 och drottning av Sverige 1720–1741 (gift med Fredrik I)
- 1734 – Wolfgang von Kempelen, ungersk vetenskapsman
- 1779 – Isaac C. Bates, amerikansk politiker, senator för Massachusetts 1841-1845
- 1783 – Marie Henri Beyle, fransk författare med pseudonymen Stendhal
- 1785 – Carl Adolph Agardh, svensk teolog, biskop, matematiker, naturforskare, ledamot av Svenska Akademien från 1831
- 1798 – Jonas Janzon, svensk präst, andlig vältalare och riksdagsman
- 1799 – Alois Negrelli, österrikisk ingenjör och järnvägspionjär
- 1801 – Lars Johan Hierta, svensk tidningsman, bokförläggare, företagare och politiker, mest känd för att ha grundat tidningen Aftonbladet
- 1832 – Édouard Manet, fransk konstnär
- 1834
  - Måns Hansson, svensk lantbrukare, kommunalpolitiker och riksdagsman
  - Alexandru Odobescu, rumänsk arkeolog, historiker, författare och politiker
- 1862
  - David Hilbert, tysk matematiker
  - Ovington Weller, amerikansk republikansk politiker, senator för Maryland 1921–1927
- 1870 – Sven Olsson i Labbemåla, svensk lantbrukare och folkpartistisk politiker
- 1876 – Otto Diels, tysk professor i organisk kemi, mottagare av Nobelpriset i kemi 1950
- 1881
  - Frida Winnerstrand, svensk skådespelare
  - Kliment Vorosjilov, rysk militär, marskalk, Sovjetunionens president 1953–1960
- 1887 – Miklós Kállay, ungersk diplomat och politiker, Ungerns premiärminister 1942–1944
- 1891 – John Hilke, svensk skådespelare
- 1895 – Harry Darby, amerikansk republikansk politiker och industrialist, senator för Kansas 1949–1950
- 1898 – Randolph Scott, amerikansk skådespelare
- 1907 – Hideki Yukawa, japansk teoretisk fysiker, mottagare av Nobelpriset i fysik 1949
- 1911 – Sven Rydenfelt, svensk politiker, nationalekonom och opinionsbildare
- 1912 – Manne Grünberger, svensk skådespelare
- 1918 – Gertrude B. Elion, amerikansk biokemist och farmakolog, mottagare av Nobelpriset i fysiologi eller medicin 1988
- 1922 – Gunnar Staern, svensk dirigent
- 1924 – Paul Feyerabend, österrikisk filosof
- 1926 – Lars Björne, svensk filmfotograf
- 1927 – Bal Thackeray, indisk radikalt nationalistisk politiker
- 1928
  - Lennart Lundh, svensk skådespelare
  - Jeanne Moreau, fransk skådespelare
- 1929 – John C. Polanyi, kanadensisk kemist, mottagare av Nobelpriset i kemi 1986
- 1930 – Derek Walcott, saintluciansk författare, mottagare av Nobelpriset i litteratur 1992
- 1936 – Axel Fritz, svensk skådespelare
- 1939 – Sonny Chiba, japansk skådespelare
- 1942 – Hans Alsér, svensk bordtennisspelare och förbundskapten för bordtennislandslaget
- 1944 – Rutger Hauer, nederländsk skådespelare
- 1947
  - Ann-Charlotte Alverfors, svensk författare
  - Joe Baca, amerikansk demokratisk politiker, kongressledamot 1999–2013
- 1950
  - Richard Dean Anderson, amerikansk skådespelare, mest känd i rollen som MacGyver
  - Danny Federici, amerikansk musiker
  - Kerstin Hellström, svensk skådespelare och teaterregissör
- 1951 – David Patrick Kelly, amerikansk skådespelare
- 1957 – Caroline, prinsessa av Hannover
- 1963 – Gail O'Grady, amerikansk skådespelare
- 1964
  - Mariska Hargitay, amerikansk skådespelare
  - Bharrat Jagdeo, guyansk politiker, Guyanas president 1999–2011
- 1965 – Allan Klynne, svensk författare
- 1967 – Magdalena Andersson, svensk politiker, Sveriges statsminister 2021–2022
- 1969 – Brendan Shanahan, kanadensisk ishockeyspelare
- 1973 – Tomas Holmström, svensk ishockeyspelare
- 1974 – Tiffani Thiessen, amerikansk skådespelare
- 1976 – Lisen Bratt Fredricson, svensk hoppryttare
- 1980 – Sara Johansson, svensk fotbollsspelare, VM-silvermedaljör 2003
- 1982
  - Kesang Choden Wangchuck, bhutanesisk prinsessa
  - Princess Donna, amerikansk skådespelare och regissör
  - Geoffrey Wigdor, amerikansk skådespelare
- 1984 – Arjen Robben, nederländsk fotbollsspelare
- 1986 – Aljaksandr Haŭrusjka, vitrysk fotbollsspelare
- 1998 – XXXTentacion (född Jahseh Dwayne Ricardo Onfroy), amerikansk rappare och låtskrivare

## Avlidna
- 1361 – Jacob Kyrning (Thott), dansk kyrkoman, ärkebiskop i Lunds stift sedan 1355
- 1570 – James Stuart, omkring 38, greve av Moray, skotsk förmyndarregent sedan 1567 (mördad)
- 1622 – William Baffin, omkring 37, engelsk sjöfarare och upptäcktsresande
- 1722 – Henri de Boulainvilliers, 63, fransk historiker
- 1806 – William Pitt den yngre, 46, brittisk statsman, Storbritanniens premiärminister 1783–1801 och sedan 1804
- 1841 – Charles E. Dudley, 60, amerikansk politiker, senator för New York 1829–1833
- 1843 – Friedrich de la Motte Fouqué, 65, tysk författare
- 1883 – Gustave Doré, 51, fransk konstnär
- 1889 – Alexandre Cabanel, 65, fransk målare
- 1893 – Adolf von Scheurl, 82, tysk jurist och politiker
- 1916 – Isa Boletini, 53, var en albansk frihetskämpe
- 1926 – Désiré-Joseph Mercier, 74, belgisk katolsk ärkebiskop och kardinal
- 1931 – Anna Pavlova, 49, rysk ballerina
- 1941
  - Torsten Fogelqvist, 61, svensk författare, psalm- och sångförfattare samt redaktör, ledamot av Svenska Akademien sedan 1931
  - Richard C. Hunter, 56, amerikansk demokratisk politiker, senator för Nebraska 1934–1935
- 1944 – Edvard Munch, 80, norsk konstnär
- 1945 – Helmuth von Moltke, 37, tysk jurist och motståndsman (avrättad)
- 1946 – Helene Schjerfbeck, 83, finlandssvensk konstnär
- 1947
  - Pierre Bonnard, 79, fransk målare och grafiker
  - Marcus A. Coolidge, 81, amerikansk demokratisk politiker, senator för Massachusetts 1931–1937
- 1959 – Allan Bohlin, 51, svensk skådespelare
- 1963 – Józef Gosławski, 54, polsk skulptör och gravör
- 1965 – Elisabeth av Bayern, 88, drottning av Belgien 1909–1934 (gift med Albert I)
- 1966 – James P. Pope, 81, amerikansk demokratisk politiker, senator för Idaho 1933–1939
- 1976 – Paul Robeson, 77, amerikansk sångare, skådespelare och aktivist
- 1986 – Joseph Beuys, 64, tysk konstnär
- 1989 – Salvador Dalí, 84, spansk konstnär
- 1990 – Charley Eugene Johns, 84, amerikansk politiker, guvernör i Florida 1953–1955
- 1994 – Yngve Nordwall, 85, svensk skådespelare och regissör
- 1998 – Alfredo Ormando, 39, italisk författare
- 1999 – Eva-Lisa Lennartsson, 88, svensk sångare
- 2001 – Heinz Hopf, 66, svensk skådespelare
- 2002
  - Pierre Bourdieu, 71, fransk sociolog
  - Robert Nozick, 63, amerikansk politisk filosof, professor och författare
- 2004
  - Helmut Newton, 83, tysk-amerikansk fotograf och konstnär
  - Lennart Strand, 82, svensk medeldistanslöpare
- 2005 – Johnny Carson, 79, amerikansk TV-personlighet
- 2006
  - Olga Marie Mikalsen, 91, norsk sångare
  - Tore Gjelsvik, 88, norsk geolog och forskare
- 2007
  - E. Howard Hunt, 88, amerikansk CIA-agent som ledde inbrottet i Watergate
  - Ryszard Kapuściński, 74, polsk författare och journalist
- 2008 – Lars Dylte, 46, svensk musiker
- 2009 – Robert W. Scott, 79, amerikansk demokratisk politiker, guvernör i North Carolina 1969–1973
- 2012
  - David Atkinson, 71, brittisk konservativ politiker, parlamentsledamot 1977–2005
  - Per Odeltorp, 63, svensk musiker, sångare och kompositör med artistnamnet Stig Vig
- 2013 – Józef Glemp, 83, polsk kardinal, Warszawas ärkebiskop 1981–2006
- 2014
  - Mille Markovic, 52, svensk proffsboxare och brottsling
  - Riz Ortolani, 87, italiensk filmmusikkompositör
  - Béla Váradi, 60, ungersk fotbollsspelare
  - Uroš Marović, 67, jugoslavisk vattenpolospelare
- 2015
  - Abdullah bin Abdul Aziz, 90, saudisk kung sedan 2005
  - Bengt Elde, 75, svensk konstnär
- 2017 – Gorden Kaye, 75, brittisk skådespelare
- 2021
  - Karl Erik Olsson, 82, svensk centerpartistisk politiker, Sveriges jordbruksminister 1991–1994
  - Hal Holbrook, 95, amerikansk skådespelare
- 2024
  - Melanie Safka, 76, amerikansk sångare och låtskrivare
  - Frank Farian, 82, tysk musikproducent, kompositör och sångare